# Marinemobius asahinai
Marinemobius asahinai är en insektsart som först beskrevs av Yamasaki 1979.  Marinemobius asahinai ingår i släktet Marinemobius och familjen syrsor. Inga underarter finns listade i Catalogue of Life.